# JAK-STAT信号通路
JAK-STAT信号传送途径（英語：JAK-STAT signaling pathway）使得细胞外的化学信号跨越细胞膜并将信息传送到细胞核内DNA上的基因启动子上，最终引起细胞中DNA转录与活性水平发生改变。JAK-STAT系统是除了第二信使系统外最重要的信号途径。
JAK-STAT系统由三个主要部分组成：（1）受体、（2）JAK激酶与（3）信号转导及转录激活蛋白（STAT）。
白细胞中表达了许多JAK-STAT通路，并因此参与免疫系统的调控。
来自干扰素、白细胞介素、生长因子或其它化学信使的信号可以激活此受体；这激活了JAK的激酶功能，导致对其自身的磷酸化（磷酸基团作为蛋白质上的开关）；接下来STAT蛋白结合到被磷酸化的受体上，在此STAT被JAK磷酸化；被磷酸化的STAT蛋白结合到另一个被磷酸化的STAT蛋白上（二聚化）并易位到细胞核中；在细胞核中，它结合到DNA上并启动转录那些响应STAT的基因。
哺乳动物中有七种STAT基因，每种都结合到各不相同的DNA序列上。STAT结合到称为启动子的DNA序列上，启动子会控制其它DNA序列表达。这会影响诸如细胞生长、分化及死亡等的基本细胞功能。
JAK-STAT途径是进化保守的，从黏菌和蠕虫到哺乳动物（但真菌或植物则不是）。若JAK-STAT的功能被打乱或失调（通常是遗传或获得性的基因缺陷）会导致免疫缺陷综合征及癌症。

## 机制

JAK-STAT途径的关键步骤

具有酪氨酸激酶活性的JAK类结合在一些细胞表面的细胞因子受体上；配体结合到受体引发激活了JAK类；随着激酶活性增加，JAK可以磷酸化受体上的一些酪氨酸残基并产生出可以与含结合磷酸酪氨酸SH2结构域的蛋白相互作用的位点；含有SH2结构域（具有结合这些磷酸酪氨酸残基的能力）的STAT类被招募到受体，并被JAK类酪氨酸磷酸化；接着这些磷酸酪氨酸当作其它STAT类SH2结构域的结合位点，介导它们二聚化；各类STAT可形成异或同二聚体；被激活的STAT二聚体聚集到细胞核中并激活其靶点基因转录；受体酪氨酸激酶类可能直接使STAT类的酪氨酸磷酸化，例如表皮生长因子受体；STAT类也可受到例如c-src等非受体酪氨酸激酶的磷酸化。
此途径在多个水平上受到负调控。蛋白酪氨酸磷酸酶类会移除细胞因子受体和活化的STAT类上的磷酸基团。新近鉴定出的细胞因子信号抑制物（SOCS）通过结合并抑制JAK类亦或与STAT类竞争细胞因子受体上的磷酸酪氨酸位点，从而抑制STAT的磷酸化。STAT类亦受到活化STAT蛋白抑制剂（PIAS）的负性调控，其在核内通过多种机制发挥作用。例如，PIAS1与PIAS3分别抑制由STAT1与STAT3引起的转录激活，机制是通过结合并阻止它们进入其识别的DNA序列。

## 深入阅读
- Schroder K, Hertzog PJ, Ravasi T, Hume DA. . J. Leukoc. Biol. February 2004, 75 (2): 163–89. PMID 14525967. doi:10.1189/jlb.0603252.[永久]
- O'Shea JJ, Gadina M, Schreiber RD. . Cell. April 2002, 109 (Suppl): S121–31  [2013-02-18]. PMID 11983158. doi:10.1016/S0092-8674(02)00701-8. （原始内容存档于2020-08-15）.